# Karya Tunggal
Karya Tunggal is een bestuurslaag in het regentschap Lampung Selatan van de provincie Lampung, Indonesië. Karya Tunggal telt 2552 inwoners (volkstelling 2010).